# Lenguas maidu
La maidu (también llamada maidun, maiduan y pujunan) es una pequeña familia de lenguas en peligro de desaparición que se encuentra en el noreste de California, Estados Unidos.
Las lenguas maidun se hablaron en un área de forma aproximadamente rectangular, cuyas esquinas coinciden aproximadamente con Mount Lassen, Honey Lake, Kit Carson Pass y la confluencia de los ríos Sacramento y American, un territorio de unas 150 millas de largo por unas 75 millas de ancho. La mayor parte de la comarca está situada en Sierra Nevada y las colinas que la anteceden, aunque la parte oeste cae sobre las tierras bajas del valle de Sacramento.

## Clasificación

### Lenguas de la familia
La Maidu consta de 4 lenguas:

Lenguas maidu de California.

1. Maidu (también llamada Maidu verdadero, Maidu Noreste, Maidu de la Montaña) 2 hablantes (1994)[2]
2. Chico (también Maidu del Valle), el más similar al maidu del noreste. (†)[3]
3. Konkow (también Maidu Noroeste), más similar al maidu del noreste y el chico. 4 (1994)[4]
4. Nisenan (también Maidu Sur), que es el más divergente del grupo. 1 (1994)[5]

Estas lenguas tienen una fonología similar, pero difieren significativamente en términos de gramática. No son lenguas mutuamente inteligibles, aun cuando muchos trabajos a menudo se refieren a todos los parlantes de estas lenguas como Maidu. Los dialectos Chico son poco conocidos debido a la escasez de documentación, por lo que su relación genética precisa con los demás probablemente no pueda ser determinada (Mithun 1999).
El chico es actualmente una lengua extinguida. Las otras tres lenguas están en gran peligro de desaparición: El Maidu Noreste tiene 1 o 2 parlantes, Konkow tiene 3 o 6, Nisenan uno sólo.

### Relaciones con otras lenguas
La maidu muestra un parentesco léxico más cercano con las lenguas yokuts, formando la familia pen, subgrupo que Sapir identificó como uno de los dos principales que constituye el penutio nuclear o familia yok-uti. Esa relación se considera altamente probable por los americanistas. Más allá de esta relación poco disputada se ha propuesto que el penutio californiano formado por el grupo pen, el grupo uti y el grupo wintu formaría una unidad filogenética válida (aunque existen ciertas dudas sobre si el wintu debe quedar fuera de este grupo).
En esa misma propuesta la hipótesis penutia sugiere que el penutio californiano junto con otras lenguas de California y la costa pacífica de Norteamérica forman la macrofamilia penutia, una unidad filogenética controvertida que no es plenamente aceptada por todos los americanistas.

## Descripción lingüística

### Fonología
William Shipley ofrece una reconstrucción preliminar del proto-maidu sobre la base de algo más de un centenar de cognados tomados del maidu del noreste y del nisenan las dos lenguas más divergentes entre las lenguas maidu, que son además las mejor documentadas. El invetario consonántico reconstruido por Shipley para el proto-maidu, el antecesor común de las lenguas maidu viene dado:
|                 | Labial | Alveolar | Palatal | Velar | Glotal |
| --------------- | ------ | -------- | ------- | ----- | ------ |
| Ocl. no-glotal. | *p, *b | *t, *d   |         | *k    |        |
| Ocl. glotal.    | *pʔ    |          | *tʔ     | *kʔ   | *ʔ     |
| Africada        |        | *ʦʔ      |         |       |        |
| Fricativa       |        | *s       |         |       | *h     |
| Aproximantes    | *w     | *l       | *j      |       |        |
| Nasal           | *m     | *n       |         |       |        |